# Festival de la Cançó d'Eurovisió Júnior 2022
El XX Festival de la Cançó d'Eurovisió Júnior serà la vintena edició del Festival de la Cançó d'Eurovisió Júnior. Es durà a terme a la capital d'Armènia després de la victòria de Maléna amb la seva cançó «Qami Qami» amb un total de 224 punts en l'edició de 2021. Aquest serà el segon festival realitzat en per la Televisió Pública d'Armènia després de 2011, quan es va dur a terme el Festival de la Cançó d'Eurovisió Júnior també al Complex Karèn Demirtxian de la ciutat de Yerevan, després de la victòria del país l'any anterior.

## Organització

### Localització

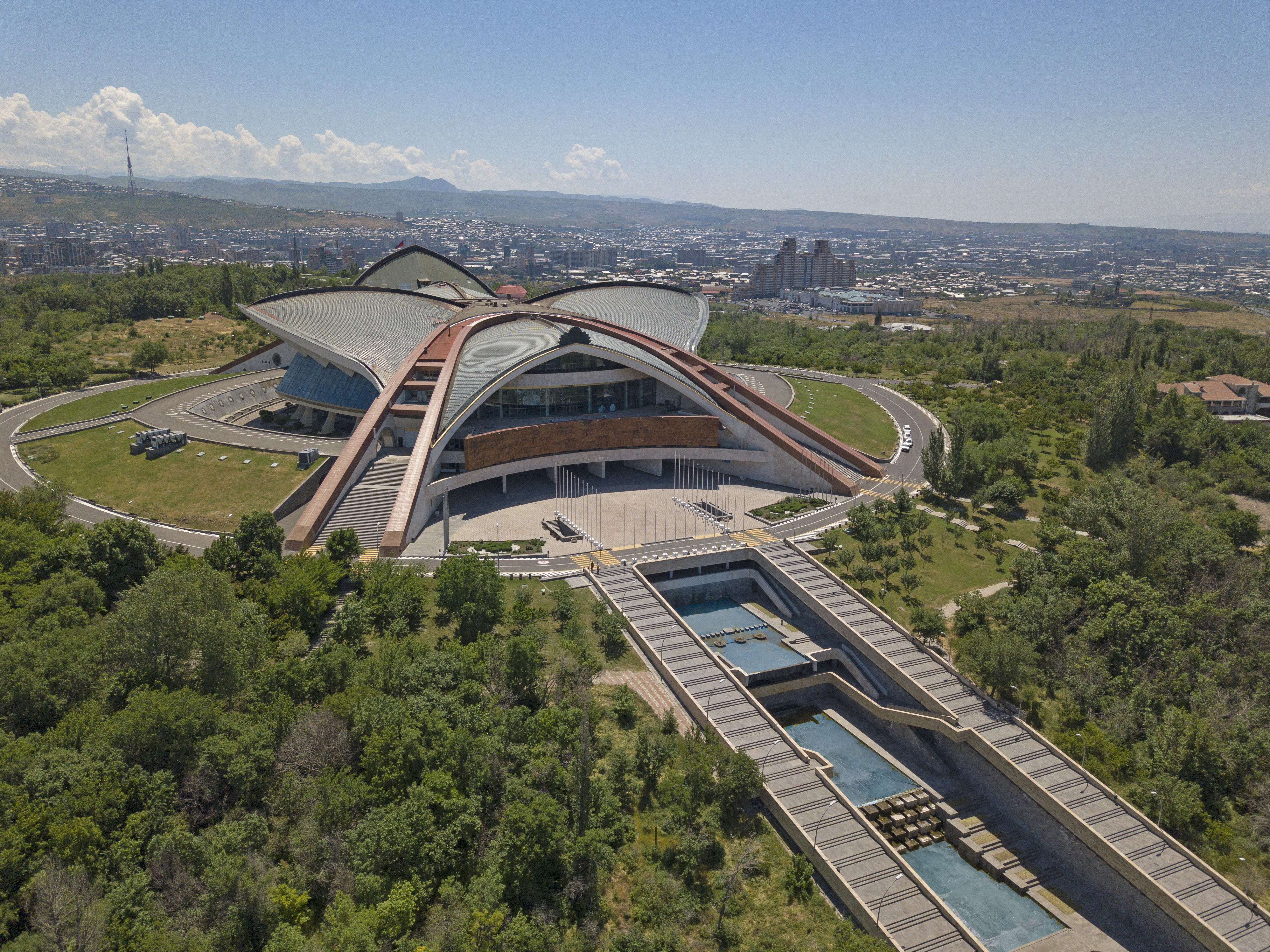
Complex Karèn Demirtxian, seu del concurs de 2022.

El concurs es durà a terme al Complex d'Esports i Concerts Karèn Demirtxian a Yerevan, la capital i ciutat més gran d'Armènia, al desembre de 2022. La seu va acollir anteriorment el Festival de la Cançó d'Eurovisió Júnior 2011.

#### Fase de licitació i selecció de la ciutat amfitriona
Originalment, a diferència de la versió per a adults, el país guanyador no rebia els drets automàtics per a albergar el concurs de l'any següent. Malgrat això, des de 2019, el guanyador de l'edició anterior és amfitrió de la següent. El 21 de desembre de 2021, la UER va confirmar que Armènia, després d'haver guanyat el concurs de 2021 dos dies abans, albergaria el concurs de 2022.
El 17 de febrer de 2022, durant una reunió del gabinet del govern armeni, el primer ministre Nikol Paixinian va anunciar que el concurs es duria a terme al Complex Karèn Demirtxian. Paixinian també va esmentar que el govern havia assignat fons al lloc per a preparar l'esdeveniment. Ja es va informar a principis d'aquesta setmana que Yerevan seria la ciutat amfitriona.

### Seu del festival
El Complex Karèn Demirtxian és un estadi cobert situat a Yerevan. Va ser inaugurat el 1983, en temps de la República Socialista Soviètica d'Armènia, amb el propòsit d'albergar esdeveniments massius a Yerevan com el Campionat Mundial d'Halterofília d'aquest mateix any. Acull concerts, competicions esportives i grans esdeveniments. L'estadi està situat al pujol Tsitsernakaberd, que domina les parts occidentals de Yerevan, prop de la gola del riu Hrazdan, que es troba a escassos metres del monument dedicat a les víctimes del genocidi armeni produït durant el segle xx. En la dècada de 1960, l'institut "Haypetnakhagits" va planejar construir una sala de concerts que estigués preparada per a 1966. El projecte guanyador va ser l'estadi de 10.000 places, però el projecte no va tirar endavant per falta de fons. La culminació d'aquest estadi es considera el successor d'aquell primer pla aprovat per les autoritats armènies.
Aquest peculiar complex té una forma espectacular que ens recorda a un gran ocell obrint les seves ales. També compta amb unes escales al llarg d'una cascada de fonts que porten els visitants a l'interior del complex. Aquesta escalinata compta amb 184 graons. Els experts en arquitectura han declarat en diverses ocasions que l'edifici s'assembla a l'Òpera de Sydney d'Austràlia. Per a molts, aquest estadi evoca un diamant tallat que es troba enmig dels grandiosos pujols armenis. El complex consta de dos grans salons; la sala de concerts i la sala d'esports, a més de la sala de conferències Hayastan designada per a cimeres polítiques amb un gran espai que facilita l'organització de fires i exposicions, i el gran “Saló Argishti” per a reunions diplomàtiques, reunions científiques, conferències i seminaris o, fins i tot, cimeres internacionals. Al maig de 2009, Armènia va ser amfitriona del Campionat Mundial de Boxa Juvenil i les discussions i presentacions es van dur a terme en aquesta sala de conferències.
El pavelló també compta amb un gran vestíbul que cobreix una àrea de 1300 metres quadrats i que és utilitzat per a exposicions i altres esdeveniments d'importància estratègica per al país. Està compost per un gran pavelló anomenat “Sports Hall” amb un aforament mínim de 6000 localitats que cobreix una àrea de 3785 metres quadrats, una sala de concerts (1900 localitats) i un pavelló esportiu que cobreix 1275 metres quadrats i pot acollir a 2000 persones. Està equipat amb els últims sistemes d'àudio i llums. En general, la sala acull petits concerts i festes corporatives. El recinte més gran disposa d'una tribuna giratòria, connectada als pavellons de menor grandària, que permet ampliar l'aforament màxim fins als 8800 espectadors. Durant els mesos més durs de la pandèmia de la COVID-19, el recinte es va convertir en un hospital de campanya que va arribar a acollir a 2000 malalts.

## Països participants
Fins al moment, 8 països ha confirmat la seva participació en 2022.

### Cançons i selecció provisionals
| País TV                | Títol original de la cançó | Artista                     | Procés i data de selecció                                                 |
| País TV                | Traducció del títol        | Idioma                      | Procés i data de selecció                                                 |
| ---------------------- | -------------------------- | --------------------------- | ------------------------------------------------------------------------- |
| Albània RTSH           | «Pakëz Diell»              | Kejtlin Gjata               | Junior Fest Albania 2022, 25-10-2022                                      |
| Albània RTSH           | «Una mica de sol»          | Albanès                     | Junior Fest Albania 2022, 25-10-2022                                      |
| Armènia AMPTV          | «Dance!»                   | Nare                        | Elecció interna, 28-10-2022 (Presentació de la cançó, 12-11-2022)         |
| Armènia AMPTV          | «Balla!»                   | Armeni i anglès             | Elecció interna, 28-10-2022 (Presentació de la cançó, 12-11-2022)         |
| Espanya RTVE           | «Señorita»                 | Carlos Higes                | Elecció interna, 03-10-2022 (Presentació de la cançó, 03-11-2022)         |
| Espanya RTVE           | «Senyoreta»                | Castellà i anglès           | Elecció interna, 03-10-2022 (Presentació de la cançó, 03-11-2022)         |
| França France 2        | «Oh Maman!»                | Lissandro                   | Elecció interna, 28-10-2022 (Presentació de la cançó, 28-10-2022)         |
| França France 2        | «Oh Mamà!»                 | Francès i anglès            | Elecció interna, 28-10-2022 (Presentació de la cançó, 28-10-2022)         |
| Geòrgia GPB            | «I Believe»                | Mariam Bigvava              | Ranina 2022, 18-06-2022, (Presentació de la cançó, 08-11-2022)            |
| Geòrgia GPB            | «Jo crec»                  | Georgià i anglès            | Ranina 2022, 18-06-2022, (Presentació de la cançó, 08-11-2022)            |
| Irlanda TG4            | «Solas»                    | Sophie Lennon               | Junior Eurovision Éire, 23-10-2022, (Presentació de la cançó, 08-11-2022) |
| Irlanda TG4            | «Llum»                     | Irlandès                    | Junior Eurovision Éire, 23-10-2022, (Presentació de la cançó, 08-11-2022) |
| Itàlia RAI             | «Bla Bla Bla»              | Chanel Dilecta              | Elecció interna, 03-11-2022 (Presentació de la cançó, 10-11-2022)         |
| Itàlia RAI             | —                          | Italià i anglès             | Elecció interna, 03-11-2022 (Presentació de la cançó, 10-11-2022)         |
| Kazakhstan Khabar      | «Jer-Ana (Mother Earth)»   | David Charlin               | Baqytty Bala, 13-08-2022, (Presentació de la cançó, 06-11-2022)           |
| Kazakhstan Khabar      | «Mare Terra»               | Kazakh i anglès             | Baqytty Bala, 13-08-2022, (Presentació de la cançó, 06-11-2022)           |
| Macedònia del Nord MRT | «Životot E Pred Mene»      | Irina, Jovan i Lara         | Elecció interna 29-06-2022, (Presentació de la cançó, 03-11-2022)         |
| Macedònia del Nord MRT | «La vida està davant meu»  | Macedoni i anglès           | Elecció interna 29-06-2022, (Presentació de la cançó, 03-11-2022)         |
| Malta PBS              | «Diamonds In The Skies»    | Gaia Gambuzza               | Malta Junior Eurovision Song Contest 2022, 02-10-2022                     |
| Malta PBS              | «Diamants als cels»        | Anglès                      | Malta Junior Eurovision Song Contest 2022, 02-10-2022                     |
| Països Baixos AVROTROS | «La festa»                 | Luna                        | Junior Songfestival, 24-09-2022                                           |
| Països Baixos AVROTROS | —                          | Neerlandès, anglés i italià | Junior Songfestival, 24-09-2022                                           |
| Polònia TVP            | «To The Moon»              | Laura                       | Szansa na sukces, 25-09-2022                                              |
| Polònia TVP            | «A la lluna»               | Polonès i anglès            | Szansa na sukces, 25-09-2022                                              |
| Portugal RTP           | «Anos 70»                  | Nicolas Alves               | Elecció interna 10-08-2022, (Presentació de la cançó, 07-11-2022)         |
| Portugal RTP           | «Anys 70»                  | Portuguès                   | Elecció interna 10-08-2022, (Presentació de la cançó, 07-11-2022)         |
| Regne Unit BBC         | «Lose My Head»             | Freya Skye                  | Elecció interna, 03-11-2022                                               |
| Regne Unit BBC         | «Perdo el cap»             | Anglès                      | Elecció interna, 03-11-2022                                               |
| Sèrbia RTS             | «Svet Bez Granica»         | Katarina Savić              | Elecció interna, 10-10-2022, (Presentació de la cançó, 06-11-2022)        |
| Sèrbia RTS             | «Món sense fronteres»      | Serbi                       | Elecció interna, 10-10-2022, (Presentació de la cançó, 06-11-2022)        |
| Ucraïna UA:PBC         | «Nezlamna (Unbreakable)»   | Zlata Dziunka               | Final nacional, 18-09-2022                                                |
| Ucraïna UA:PBC         | «Irrompible»               | Ucraïnès i anglès           | Final nacional, 18-09-2022                                                |

## Festival

### Ordre d'actuació
| Núm | País               | Artista                  | Cançó                    | Lloc | Punts |
| --- | ------------------ | ------------------------ | ------------------------ | ---- | ----- |
| 01  | Països Baixos      | Lluna                    | «La Festa»               | 7    | 128   |
| 02  | Polònia            | Laura                    | «To the Moon»            | 10   | 95    |
| 03  | Kazakhstan         | David Charlin            | «Jer-Ana (Mother Earth)» | 15   | 47    |
| 04  | Malta              | Gaia Gambuzza            | Diamonds in the Skies    | 16   | 43    |
| 05  | Itàlia             | Chanel Dilecta           | Bla Bla Bla              | 11   | 95    |
| 06  | França             | Lissandro                | «Oh mamen!»              | 1    | 203   |
| 07  | Albània            | Kejtlin Gjata            | «Pakëz diell»            | 12   | 94    |
| 08  | Geòrgia            | Mariam Bigvava           | «I Believe»              | 3    | 161   |
| 09  | Irlanda            | Sophie Lennon            | «Soles»                  | 4    | 150   |
| 10  | Macedònia del Nord | Lara feat. Jovan i Irina | «Životot e pred mene»    | 14   | 54    |
| 11  | Espanya            | Carlos Higes             | «Senyoreta»              | 6    | 137   |
| 12  | Regne Unit         | Freia Skye               | «Lose My Head»           | 5    | 146   |
| 13  | Portugal           | Nicolas Alves            | «Anys 70»                | 8    | 121   |
| 14  | Sèrbia             | Katarina Savić           | «Svet bez granica»       | 13   | 92    |
| 15  | Armènia            | Nare                     | «Dance!»                 | 2    | 180   |
| 16  | Ucraïna            | Zlata Dziunka            | «Nezlamna (Unbreakable)» | 9    | 111   |

### Desplegament de votacions
| N° | A          | De                                              |
| -- | ---------- | ----------------------------------------------- |
| 4  | França     | Països Baixos, Itàlia, Irlanda, Portugal        |
| 4  | Armènia    | Kazakhstan, França, Macedònia del Nord, Espanya |
| 2  | Geòrgia    | Polònia, Armènia                                |
| 2  | Itàlia     | Albània, Geòrgia                                |
| 2  | Irlanda    | Malta, Sèrbia                                   |
| 1  | Espanya    | Regne Unit                                      |
| 1  | Regne Unit | Ucraïna                                         |

| Pos. | Jurat              | Punts |
| ---- | ------------------ | ----- |
| 1    | França             | 132   |
| 2    | Geòrgia            | 114   |
| 3    | Armènia            | 110   |
| 4    | Irlanda            | 88    |
| 5    | Regne Unit         | 66    |
| 6    | Espanya            | 59    |
| 7    | Països Baixos      | 58    |
| 8    | Albània            | 51    |
| 9    | Portugal           | 51    |
| 10   | Ucraïna            | 47    |
| 11   | Polònia            | 42    |
| 12   | Itàlia             | 42    |
| 13   | Sèrbia             | 41    |
| 14   | Macedònia del Nord | 12    |
| 15   | Malta              | 10    |
| 16   | Kazakhstan         | 5     |

| Pos. | Votació en línia   | Punts |
| ---- | ------------------ | ----- |
| 1    | Regne Unit         | 80    |
| 2    | Espanya            | 78    |
| 3    | França             | 71    |
| 4    | Armènia            | 70    |
| 4    | Països Baixos      | 70    |
| 4    | Portugal           | 70    |
| 7    | Ucraïna            | 64    |
| 8    | Irlanda            | 62    |
| 9    | Polònia            | 53    |
| 9    | Itàlia             | 53    |
| 11   | Sèrbia             | 51    |
| 12   | Geòrgia            | 47    |
| 13   | Albània            | 43    |
| 14   | Kazakhstan         | 42    |
| 14   | Macedònia del Nord | 42    |
| 16   | Malta              | 33    |

## Altres països
L'elegibilitat per a una possible participació al Festival de la Cançó d'Eurovisió requereix una emissora nacional amb membres actius de la UER que puguin transmetre el concurs a través de la xarxa d'Eurovisió. La UER emet invitacions a tots els membres actius. El membre associat Austràlia no necessita una invitació per al concurs de 2022, ja que anteriorment se li havia atorgat permís per participar al menys fins a l'any 2023.

### Membres actius de la UER
- Estònia: el país va confirmar que no faria el seu debut al concurs del 2021 a causa de problemes financers, però l'emissora considerarà debutar en els propers anys.[28] El país va transmetre el festival als any 2003 i 2004.[29]
- Islàndia: L'emissora pública islandesa RÚV vol emetre el Festival de la Cançó d'Eurovisió Júnior 2021 del 19 de desembre de 2021 amb retard. Els espectadors islandesos ara podran veure el programa per primera vegada des del 2003. Això ha començat diversos rumors sobre Islàndia que planeja debutar el 2022. Si Islàndia s'estrena, serà la primera vegada des del 2014 que un país nòrdic participa al Festival de la Cançó d'Eurovisió Júnior.[30]
- Regne Unit: La BBC va dir que el país podria tornar al festival a l'edició 2020[31] i per l'edició 2021, en un acte de premsa Eurovisió Júnior del maig del 2021, la UER va declarar que treballaven per tornar al Regne Unit al concurs, possiblement per a l'edició del 2021.[32] En ambdues edicions no va prendre part. La seva ultima aparició va ser a l'edició 2005 i va ser organitzat per l'ITV.
- Suècia: Es va dir que no tancaria la porta a tornar en les proximes edicions.[33][34] La seva ultima aparició va ser amb la Julia Kedhammar i la seva cançó Du är inte ensam en l'any 2014.

### Països no membres de la UER
- Belarús: Encara que Belarús havia participat en totes les edicions d'Eurovisió abans de 2019, l'emissora del país BTRC va ser suspesa de la UER el 28 de maig de 2021, per la qual cosa la participació en ESC no pot ser possible.[35] Des de l'1 de juliol de 2021, BTRC va ser oficialment suspesa de tots els festivals organitzats per la UER fins a l'1 de juliol de 2024. No obstant això, la suspensió de BTRC estarà subjecta a revisions periòdiques en les reunions del grup executiu de la UER, per la qual cosa la seva participació no estaria del tot tancada.

- Rússia: Malgrat haver confirmat la seva participació al concurs el 13 de febrer,[36] el 26 de febrer, les radiodifusores russes VGTRK i Pervi Kanal van suspendre la seva filiació en la UER, la qual cosa va impossibilitar la participació en 2022 i futures participacions.[37]